# Tekna
Les Tekna   (tachelhit : ⵜⴰⴽⵏⴰ, arabe : تكنة), sont une confédération tribale d'origine berbère chleuh et arabe, vivant au sud du Maroc et au nord du territoire du Sahara occidental. Ils se divisent en deux groupes : les Aït Djemel à l'ouest et les Aït Atman à l'est.
Les Tekna se divisent également en groupements arabophones parlant le dialecte hassanya et en groupements berbérophones parlant le tachelhit. Ils pratiquent un sunnisme de rite malékite aux pratiques souples.
Au XIXe siècle, ils étaient les maîtres d'un important commerce transsaharien. Ils sont semi-nomades, cultivent l'orge, le blé et les plantes maraîchères dans les oueds aménagés par l'irrigation et entretiennent des troupeaux de dromadaires et d'ovins.

## Composition
La confédération des Tekna est composée de plusieurs tribus donnant lieux à des sous tribus, organisées au sein de deux groupements qu'on appelle (« leff ») :
| Ait Djemel | Fraction :        | Sous-Fraction :      | Tribu :                                      |
| ---------- | ----------------- | -------------------- | -------------------------------------------- |
| Ait Djemel | Ait Moussa ou Ali | Ait Moussa ou Ali    | Ait Ouchchen                                 |
| Ait Djemel | Ait Moussa ou Ali | Ait Moussa ou Ali    | Iharen                                       |
| Ait Djemel | Ait Moussa ou Ali | Ait Moussa ou Ali    | Lkhoumis                                     |
| Ait Djemel | Ait Moussa ou Ali | Ait Moussa ou Ali    | Ait Ali ou Lhassen                           |
| Ait Djemel | Ait Lhassen       | Lemouissat           | Ait Yahia                                    |
| Ait Djemel | Ait Lhassen       | Lemouissat           | Ait bouy Guerraten                           |
| Ait Djemel | Ait Lhassen       | Lemouissat           | Ait Daoud ou Abdallah                        |
| Ait Djemel | Ait Lhassen       | Ait Mhamd ou Lhassen | Ait bou Meggout                              |
| Ait Djemel | Ait Lhassen       | Ait Mhamd ou Lhassen | Injouren                                     |
| Ait Djemel | Yaggout           | Yaggout              | Ait Said (Ait Taleb, El Ghezlan El Belaid)   |
| Ait Djemel | Yaggout           | Yaggout              | Ait Ibourk                                   |
| Ait Djemel | Yaggout           | Yaggout              | Labeidat                                     |
| Ait Djemel | Yaggout           | Yaggout              | Ait Hammou                                   |
| Ait Djemel | Yaggout           | Yaggout              | Amzaouij                                     |
| Ait Djemel | Izerguiin         | Chtouka              | Lgouana                                      |
| Ait Djemel | Izerguiin         | Chtouka              | Ahel Ahmed ben Said                          |
| Ait Djemel | Izerguiin         | Chtouka              | Ouled Guendouz (étrangers aux Ahel ben Said) |
| Ait Djemel | Izerguiin         | El Guerah            | Ajem Ayyach                                  |
| Ait Djemel | Izerguiin         | El Guerah            | Ouled Omar                                   |
| Ait Djemel | Izerguiin         | El Guerah            | Lbouihat                                     |
| Ait Djemel | Izerguiin         | Ait Said             | Ouled Mbark                                  |
| Ait Djemel | Izerguiin         | Ait Said             | Id Moussi                                    |
| Ait Djemel | Izerguiin         | Ait Said             | Zraoula                                      |
| Ait Djemel | Izerguiin         | Ait Said             | Ahel Yahia                                   |
| Ait Djemel | Izerguiin         | Ait Said             | Ahel Hammou ou Said                          |
| Ait Djemel | Izerguiin         | Ouled Bou Laouilet   |                                              |
| Ait Djemel | Izerguiin         | Filala               |                                              |
| Ait Djemel | Izerguiin         | Imradin              |                                              |

| Ait Atman | Fraction :                                       | Sous-Fraction : | Tribu :                                          |
| --------- | ------------------------------------------------ | --------------- | ------------------------------------------------ |
| Ait Atman | Ait Bella                                        | Azouafid        | Ait Ahmed ou Ali                                 |
| Ait Atman | Ait Bella                                        | Azouafid        | Ahel Hayin                                       |
| Ait Atman | Ait Bella                                        | Azouafid        | Ait Mhamd                                        |
| Ait Atman | Ait Bella                                        | Azouafid        | Ait el Khennous                                  |
| Ait Atman | Ait Bella                                        | Azouafid        | Ait Messaoud                                     |
| Ait Atman | Ait Bella                                        | Azouafid        | Ait Boukko                                       |
| Ait Atman | Ait Bella                                        | Azouafid        | Ida ou Louggan                                   |
| Ait Atman | Ait Bella                                        | Ait Yasin       | Lhasinat                                         |
| Ait Atman | Ait Bella                                        | Ait Yasin       | Ouled Salem                                      |
| Ait Atman | Ait Bella                                        | Ait Yasin       | Ouled Jakan                                      |
| Ait Atman | Ait Bella                                        | Ait Yasin       | Ouled Fadel                                      |
| Ait Atman | Ait Bella                                        | Ait Yasin       | Ouled ben Abdallah                               |
| Ait Atman | Ait Bella                                        | Id Ahmed        | Ait bou addi                                     |
| Ait Atman | Ait Bella                                        | Id Ahmed        | Id el Kahia                                      |
| Ait Atman | Ait Bella                                        | Id Ahmed        | Id el Gasri                                      |
| Ait Atman | Ait Bella                                        | Id Ahmed        | Id Herran                                        |
| Ait Atman | Ait Bella                                        | Id Ahmed        | Igherbiin                                        |
| Ait Atman | Ait Bella                                        | Id Ahmed        | Ichemmeken                                       |
| Ait Atman | Ait Bella                                        | Id Ahmed        | Id bou Hanker                                    |
| Ait Atman | Ait Bella                                        | Id Ahmed        | Id bou Larouah                                   |
| Ait Atman | Ait Oussa                                        | Ida ou Mguit    | Ajouakin                                         |
| Ait Atman | Ait Oussa                                        | Ida ou Mguit    | Ahel Hammou Ali                                  |
| Ait Atman | Ait Oussa                                        | Ida ou Mguit    | Agouarir                                         |
| Ait Atman | Ait Oussa                                        | Ida ou Mguit    | Amjajit                                          |
| Ait Atman | Ait Oussa                                        | Ida ou Mguit    | Ahel Msaid ou Said                               |
| Ait Atman | Ait Oussa                                        | Ida ou Mguit    | Ahel Boujmaa ou Msaoud                           |
| Ait Atman | Ait Oussa                                        | Ida ou Mguit    | Ait Boujmaa                                      |
| Ait Atman | Ait Oussa                                        | Ida ou Mguit    | Ait Ouaban                                       |
| Ait Atman | Ait Oussa                                        | Ida ou Mguit    | Ida ou Tiya                                      |
| Ait Atman | Ait Oussa                                        | Ida ou Mellil   | Anfalis                                          |
| Ait Atman | Ait Oussa                                        | Ida ou Mellil   | Imeghlay                                         |
| Ait Atman | Ait Oussa                                        | Ida ou Mellil   | Ait Idder                                        |
| Ait Atman | Ait Noss                                         | Id Brahim       | Ait Said ou Lhassen                              |
| Ait Atman | Ait Noss                                         | Id Brahim       | Ait Said ou Brahim                               |
| Ait Atman | Ait Noss                                         | Id Brahim       | Ida ou Louggan (Etrangers incorporés à la tribu) |
| Ait Atman | Ait Noss                                         | Lansas          | Ait Bouhou                                       |
| Ait Atman | Ait Noss                                         | Lansas          | Ait bou Achra                                    |
| Ait Atman | Ait Noss                                         | Lansas          | Ait Moussa ou Daoud                              |
| Ait Atman | Ait Noss                                         | Lansas          | Ait Zekri                                        |
| Ait Atman | Torkoz (Tribu originaire de l'Adrar mauritanien) |                 |                                                  |
| Ait Atman | Tamanart                                         |                 |                                                  |